# Ballon (Sarthe)
Ballon es una localidad de Francia situada en la comuna de Ballon-Saint-Mars, en el departamento de Sarthe, Países del Loira.
Fue una comuna independiente hasta el 1 de enero de 2016, en que pasó a ser una comuna delegada de la comuna nueva de Ballon-Saint-Mars al fusionarse con la comuna de Saint-Mars-sous-Ballon.
En 2020 se resolvió la unificación total de la comuna nueva, procediéndose a la disolución de las comunas delegadas.

## Demografía
| Gráfica de evolución demográfica de Ballon entre 1800 y 2018 |
|                                                              |

Los datos demográficos contemplados en este gráfico de la antigua comuna de Ballon se han cogido de 1800 a 1999 de la página francesa EHESS/Cassini, y los demás datos de la página del INSEE.